# Андреевка (Первомайский сельсовет)
Андре́евка (баш. Андреевка) — деревня в Янаульском районе Башкортостана, относится к Первомайскому сельсовету.

## География
Деревня расположена на берегу речки Шады. Расстояние до:
- районного центра (Янаул): 16 км,
- центра сельсовета (Сусады-Эбалак): 3 км,
- ближайшей ж/д станции (Янаул): 16 км.

## История
В 1896 году в деревне Андреева Новокыргинской волости IV стана Бирского уезда Уфимской губернии при речке Сусаде было 18 дворов и 113 жителей (59 мужчин и 54 женщины).
В 1920 году по официальным данным в деревне Черауловской волости Бирского уезда был 21 двор и 105 жителей (49 мужчин, 56 женщин), по данным подворного подсчета — 100 жителей (все марийцы) в 22 хозяйствах.
В 1926 году деревня относилась к Янауловской волости Бирского кантона Башкирской АССР.
Во время Великой Отечественной войны действовал колхоз имени Жукова.
В 1982 году население — около 70 человек.
В 1989 году — 43 человека (19 мужчин, 24 женщины).
В 2002 году — 41 человек (20 мужчин, 21 женщина), преобладают марийцы (80 %).
В 2010 году — 25 человек (14 мужчин, 11 женщин).

## Население
| 2002 | 2009 | 2010 |
| ---- | ---- | ---- |
| 41   | ↘39  | ↘25  |